# صناعة النماذج

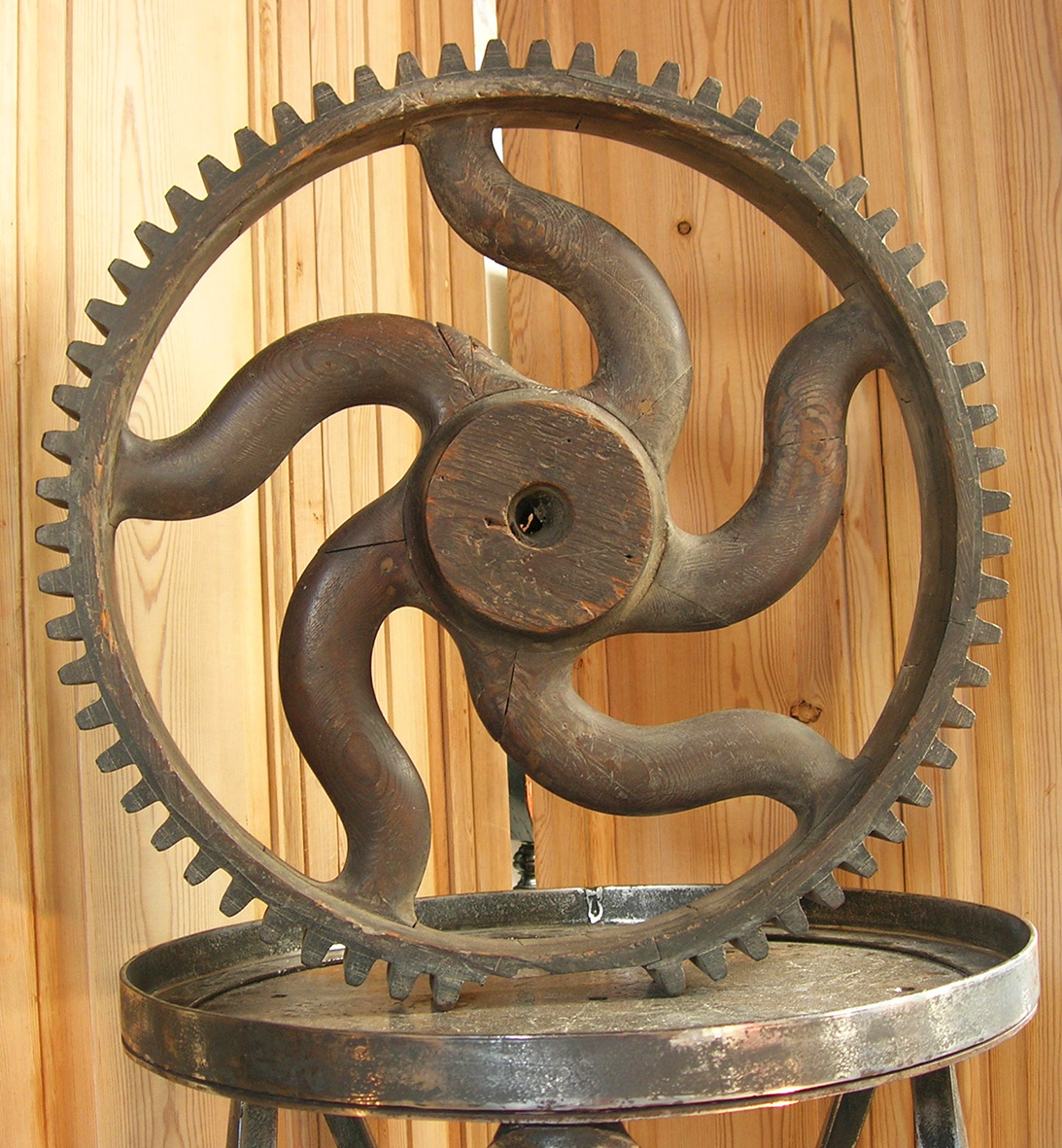

في عمليات صب المعادن يتم صنع نماذج للمنتجات المراد صبها.تصنع النماذج من مواد متعددة مختلفة منها الأخشاب و المعادن , و الأخشاب شائعة الاستخدام لرخص ثمنها وخفة وزنها وسهولة تشغيلها وتؤخذ أفضل أنواع الأخشاب من الأشجار الناضجة والصفات التي يلزم توافرها في الأخشاب التي تصلح لصناعة النماذج[بالإنجليزية:pattern manufacturing]هي : اندماج البنية وانتظام الألياف وقلة التعوج وقابليتها للتشغيل مع خلوها من العقد والمواد الراتنجية والعصارات الزائدة.

## أنواع النماذج
تعتبر النماذج ضرورية حتي ولو كان المطلوب مصبوبا واحد فقط، كما أنه يمكن الحصول علي مصبوبات عديدة باستخدام نموذج واحد وعلي ذلك فإن الحصول علي النموذج الملائم هو الخطوة الأولي في عمل المصبوبات.
و تستعمل المسابك أنواعا عديدة من النماذج، وتبعا لما يتطلبه عمل المصبوبات يمكن تقسيم النماذج إلي الأنواع التالية:
- نماذج مفردة أو نماذج منفصلة
- نماذج ذات مصب(منفصلة).
- نماذج ذات لوح.
- نماذج ذات نصفين:علوي وسفلي.
- نماذج خاصة

و لكل نوع من أنواع النماذج السابق ذكرها مميزاته الخاصة به، وتختار طريقة صنع النموذج طبقا للبيانات التالية:
- نوع المعدن المراد صبه.
- الكمية الممنتجة من هذا المصبوب.
- درجة دقة المصبوب.
- نوعية الإنتاج بالقطعة، مستمر, أو إنتاج متكرر.

## تسامحات النماذج
لا يكون النموذج في العادة مطابقا في أبعاده لأبعاد المصبوب حيث أنه للحصول علي مصبوب بأبعاده المطلوبة يجب عند تصميم النموذج مراعاة خواص الانكماش الحراري للمعادن المراد صبها وهذا هو ما يسمي بتسامح الإنكماش كما أنه يجب مراعاة ترك تسامح للتشغيل بالماكينات، كما يراعي أيضا عمل سلبية في الأسطح الرأسية للنموذج تساعد علي سحبه من القالب دون أن يتهدم.